# ウンディーネ (小説)
『ウンディーネ』（Undine）は、1811年に発表されたフリードリヒ・フーケの中編小説。水の精霊ウンディーネと騎士フルトブラントとの恋と、その悲劇的な結末を描く幻想譚である。ゲーテから賞賛を受けたのを始め作者の生前から広く読まれ、多くの絵画、舞台、音楽などの題材となった。
フーケはこの物語の典拠としてパラケルススによる古文献を挙げており、またパラケルススが取り上げているシュタウフェンベルクのニンフの物語も着想のもとになったと考えられる。

## あらすじ
とある人里離れた岬で老いた漁師が釣りをしていると、不吉なものが棲むと言われる森を通り抜けて騎士フルトブラントが現れ、一晩の宿を求める。フルトブラントは、老夫婦の家で、養子である不思議な少女ウンディーネと出会いたちまち恋に落ちる。次の日から大水が起ってフルトブラントは漁師の家を出られなくなるが、その滞在の間にウンディーネとの仲を深めていき、ついに彼女と結婚することが決まる。結婚翌日の床でウンディーネは、自分の正体は水の精であり、大水やその間の不思議な出来事も自分の仕業だったと打ち明けるが、フルトブラントは変らぬ愛を誓い、ウンディーネを妻として町へ連れ帰る。
町ではもともとフルトブラントのことを慕っていた貴婦人ベルタンダが彼を待っていた。フルトブラントがウンディーネを連れて帰ったことで彼女は失望するものの、ウンディーネとは気が合い打ち解けた仲となる。しかしベルタルダの霊名日に、祝いの席でベルタルダの本当の両親があの老いた漁師の夫妻であることを明かすと、ウンディーネの案に違ってベルタルダは激昂し、訪れた老夫妻に罵声を浴びせてしまう。この出来事からフルトブラントたちはいたたまれなくなり、上の振る舞いから育ての親からも生みの親からも勘当されてしまったベルタルダとともに自分の城に引きこもってしまう。
リングシュテッテンの城で生活するうち、フルトブラントの心は次第にベルタルダのほうへ傾いていく。ウンディーネはベルタルダの窮地を救うことで一時フルトブラントの情愛を取り戻すが、その後3人でウィーン旅行に行った際、ウンディーネの存在がもとで水の精から様々な悪戯を仕掛けられ、ついにフルトブラントは「水の上でウンディーネを叱ってはいけない」という精霊界の掟を破ってしまう。ウンディーネは掟に従い、嘆きながらフルトブラントのもとを去り水の中へ帰っていく。
ウンディーネを失ったフルトブラントは悲しみに暮れるが、やがてベルタルダへの愛がよみがえり彼女との再婚を決意するに至る。夢に現れて必死に懇願するウンディーネの努力もむなしく、フルトブラントはベルタルダと婚礼の式を挙げてしまい、ウンディーネは精霊界の掟に従いフルトブラントの命を奪わなければならなくなる。花嫁の閨（寝屋）に向かおうとするフルトブラントの前に白衣の女が不意に現れるが、それがウンディーネで、フルトブラントは彼女と口付けを交わしながらその腕の中で息絶える。

## 派生作品

### 文学
- ジャン・ジロドゥ 『オンディーヌ』（戯曲）、1939年
- インゲボルク・バッハマン『ウンディーネ行く』（短篇小説）1961年[2]

### オペラ
- E.T.A.ホフマン作曲 『ウンディーネ』 1814年
- アルベルト・ロルツィング作曲 『ウンディーネ』 1845年
- ピョートル・チャイコフスキー作曲 『ウンディーナ』 1869年

### バレエ
- チェザーレ・プーニ作曲、ジュール・ペロー振付 『オンディーヌ、またはナイアド』 1843年
- ハンス・ヴェルナー・ヘンツェ作曲、フレデリック・アシュトン振付 『オンディーヌ』 1958年

### 器楽曲
- カール・ライネッケ作曲 フルートソナタ『ウンディーネ』 1882年
- クロード・ドビュッシー作曲 『前奏曲集 第2巻』 第8曲「オンディーヌ」 1913年

## 日本語訳
- 『アンデイン』（家庭読物刊行会『世界少年文学名作集 第10巻』所収 藤沢周次訳、1920年）
- 『水妖記 ウンディーネ』（柴田治三郎訳 岩波文庫、1938年、改版1978年）
- 『美しき水の精の物語』（矢崎源九郎訳 アテネ出版社、1949年）
- 『ウンディーネ ドイツのメルヘン』（武居忠通訳 東洋文化社 メルヘン文庫、1980年）
- 『ウンディーネ』（岸田理生訳 新書館、1980年、新版1995年）絵：アーサー・ラッカム
- 「ウンディーネ」（深見茂訳、国書刊行会『ドイツロマン派全集5』所収、1983年）
- 『水の精 ウンディーネ』（識名章喜訳、光文社古典新訳文庫、2016年）